# Championnats de France d'athlétisme en salle 2025
Navigation
Championnats 2024 Championnats 2026
Les 54es Championnats de France d'athlétisme en salle se déroulent les 22 et 23 février 2025 au Stadium Métropole de Miramas.

## Programme
| Finales | 22 février                                                                                 | 23 février                                                                                           |
| ------- | ------------------------------------------------------------------------------------------ | --- |
| Hommes  | 60 m, 3 000 m, Saut en longueur, Lancer du poids                                           | 200 m, 400 m, 800 m, 1 500 m, 60 m haies, Saut en hauteur, Saut à la perche, Triple saut, Heptathlon |
| Femmes  | 60 m, 3 000 m, 60 m haies, Saut en hauteur, Saut à la perche, Triple saut, Lancer du poids | 200 m, 400 m, 800 m, 1 500 m, 3 000 m marche, Saut en longueur, Pentathlon                           |

## Résultats

### Hommes
| Épreuves         | Or                           | Argent                       | Bronze                        |
| ---------------- | ---------------------------- | ---------------------------- | ----------------------------- |
| 60 m             | Antoine Thoraval 6 s 62      | Allan Lagui 6 s 63           | Jeff Erius 6 s 64             |
| 200 m            | Hugo Cerra 21 s 13           | Jehan Anicet 21 s 19         | Jordan Jalce 21 s 29          |
| 400 m            | Jimy Soudril 46 s 03         | Téo Andant 46 s 36           | Predea Manounou 46 s 68       |
| 800 m            | Louey Ouerrat 1 min 47 s 39  | Yanis Meziane 1 min 47 s 66  | Corentin Magnou 1 min 47 s 66 |
| 1 500 m          | Paul Anselmini 3 min 41 s 62 | Louis Gilavert 3 min 41 s 85 | Anicet Kozar 3 min 42 s 29    |
| 3 000 m          | Azeddine Habz 7 min 54 s 88  | Romain Mornet 7 min 55 s 19  | Bastien Augusto 7 min 56 s 43 |
| 60 m haies       | Wilhem Belocian 7 s 52       | Just Kwaou-Mathey 7 s 53     | Theo Pedre 7 s 61             |
| Saut en hauteur  | Moustafa Diane 2,18 m        | Leonard Nowoczyn 2,15 m      | Antoine Antczak 2,15 m        |
| Saut à la perche | Thibaut Collet 5,82 m        | Renaud Lavillenie 5,76 m     | Baptiste Thiery 5,70 m        |
| Saut en longueur | Mathis Vaitulukina 7,78 m    | Bastien Cadéot 7,72 m        | Julien Pauthonnier 7,67 m     |
| Triple saut      | Melvin Raffin 17,05 m        | Thomas Gogois 16,83 m        | Yoann Awhansou 16,29 m        |
| Lancer du poids  | Franck Elemba 19,54 m        | Stephen Mailagi 19,37 m      | Antoine Duponchel 18,28 m     |
| Heptathlon       | Téo Bastien 6 026 pts        | Tristan Marcy 5 740 pts      | Tangui Tranchant 5 671 pts    |

### Femmes
| Épreuves         | Or                            | Argent                               | Bronze                         |
| ---------------- | ----------------------------- | ------------------------------------ | ------------------------------ |
| 60 m             | Carolle Zahi 7 s 23           | Hélène Parisot 7 s 28                | Vanessa Lokuli 7 s 33          |
| 200 m            | Iris Caligiuri 23 s 39        | Paméra Losange 23 s 69               | Elise Trynkler 23 s 82         |
| 400 m            | Amandine Brossier 52 s 15     | Camille Séri 52 s 63                 | Marjorie Veyssiere 53 s 45     |
| 800 m            | Clara Liberman 2 min 4 s 80   | Charlotte Dumas 2 min 5 s 14         | Léna Kandissounon 2 min 5 s 47 |
| 1 500 m          | Agathe Guillemot 4 min 9 s 43 | Bérénice Cleyet-Merle 4 min 12 s 02  | Lise Thimon 4 min 18 s 08      |
| 3 000 m          | Sarah Madeleine 9 min 15 s 79 | Philippine de La Bigne 9 min 18 s 52 | Flavie Renouard 9 min 20 s 11  |
| 60 m haies       | Laëticia Bapté 7 s 78         | Sacha Alessandrini 8 s 03            | Solenn Compper 8 s 07          |
| Saut en hauteur  | Solène Gicquel 1,87 m         | Fatoumata Balley 1,81 m              | Lola Picard 1,81 m             |
| Saut à la perche | Marie-Julie Bonnin 4,67 m     | Nayah Cauvin 4,36 m                  | Albane Dordain 4,26 m          |
| Saut en longueur | Angelica Berriot 6,40 m       | Camille Le Roux 6,29 m               | Vanessa Lokuli 6,17 m          |
| Triple saut      | Ilionis Guillaume 13,98 m     | Clémence Rougier 13,41 m             | Oriane Le Coroller 13,12 m     |
| Lancer du poids  | Christine Gavarin 15,93 m     | Alexandra Aubry 15,86 m              | Naomie Wuta 15,26 m            |
| Pentathlon       | Célia Perron 4 471 pts        | Maëva Bastien 4 280 pts              | Ysée Le Philippe 4 221 pts     |